# أقسام المولى
أقسام المولى في اللسان كتاب للمتكلم الشيعي محمد بن محمد بن النعمان المعروف بين الشيعة بالشيخ المفيد يبين فيه المقصود من كلمة (مولى)_ التي يصف فيها النبي محمد علي بن أبي طالب في حديث (من كنت مولاه فهذا علي مولاه) _وانه هو الأولى بالتصرف والطاعة .

## منهج المفيد في الكتاب
- بدأ المفيد بذكر معاني كلمة (مولى) وهي عشرة حسب الذي وصل إليه في كتابه :

1. الأولى بالاصرف
2. مالك الرق
3. العبد المعتق
4. المالك المعتق
5. ابن العم
6. الناصر
7. المتولي للجريرة
8. الحليف
9. الجار
10. السيد المطاع

- ثم شرع المفيد في بيان انه المعنى الأول (الأولى بالتصرف) هو المقصود من لفظ (المولى)وأن سائر المعاني ترجع إليه بشكل أو بآخر , فرأى ان المعنى الأول هو الحقيقي وكل  معنى من المعاني الأخرى  مجازي
- ثم شرع المفيد في تبيين القرائن الداخلية والخارجية المؤيدة للمعنى الذي ذهب إليه[2]